# Aga Zaryan
Aga Zaryan, właśc. Agnieszka Czulak z domu Skrzypek (ur. 17 stycznia 1976 w Warszawie) − polska piosenkarka jazzowa.
Zadebiutowała w 2002 albumem solowym pt. My Lullaby, za którego sprzedaż uzyskała certyfikat złotej płyty. Jest autorką muzyki do filmu Tragedia dziewczyny ulicznej (2007). W 2013 wydała album pt. Remembering Nina & Abbey, na którym zaprezentowała swoje interpretacje utworów wokalistek jazzowych, Ninie Simone i Abbey Lincoln.

## Życiorys
Jej matka jest nauczycielką, autorką podręczników do nauki języka angielskiego i założycielką sieci szkół językowych Early Stage, a ojciec (Paweł Skrzypek) –  pianistą klasycznym. Jej rodzina brała udział w powstaniu warszawskim − babka była łączniczką AK, a dziadek Jan Zarański był pracownikiem Delegatury Rządu na Kraj i walczył w zgrupowaniu Kryska. Wczesną część dzieciństwa spędziła pod Manchesterem, gdzie uczęszczała do szkoły podstawowej. Po powrocie do Polski trenowała zawodniczo grę w tenisa ziemnego, a w wieku 14 lat zdobyła mistrzostwo Warszawy juniorów młodszych.
Jako nastolatka zainteresowała się muzyką i teatrem. Usłyszawszy muzykę Elli Fitzgerald i Milesa Davisa, postanowiła zostać wokalistką jazzową. Uczyła się śpiewu w średniej szkole muzycznej im. Fryderyka Chopina w Warszawie i w Policealnym Studium Jazzu, gdzie uzyskała dyplom z wyróżnieniem. W ramach otrzymanego stypendium uczestniczyła w warsztatach jazzowych w Stanford i Jazz Camp West w Stanach Zjednoczonych, gdzie doskonaliła swoje umiejętności wokalne.

### Działalność artystyczna

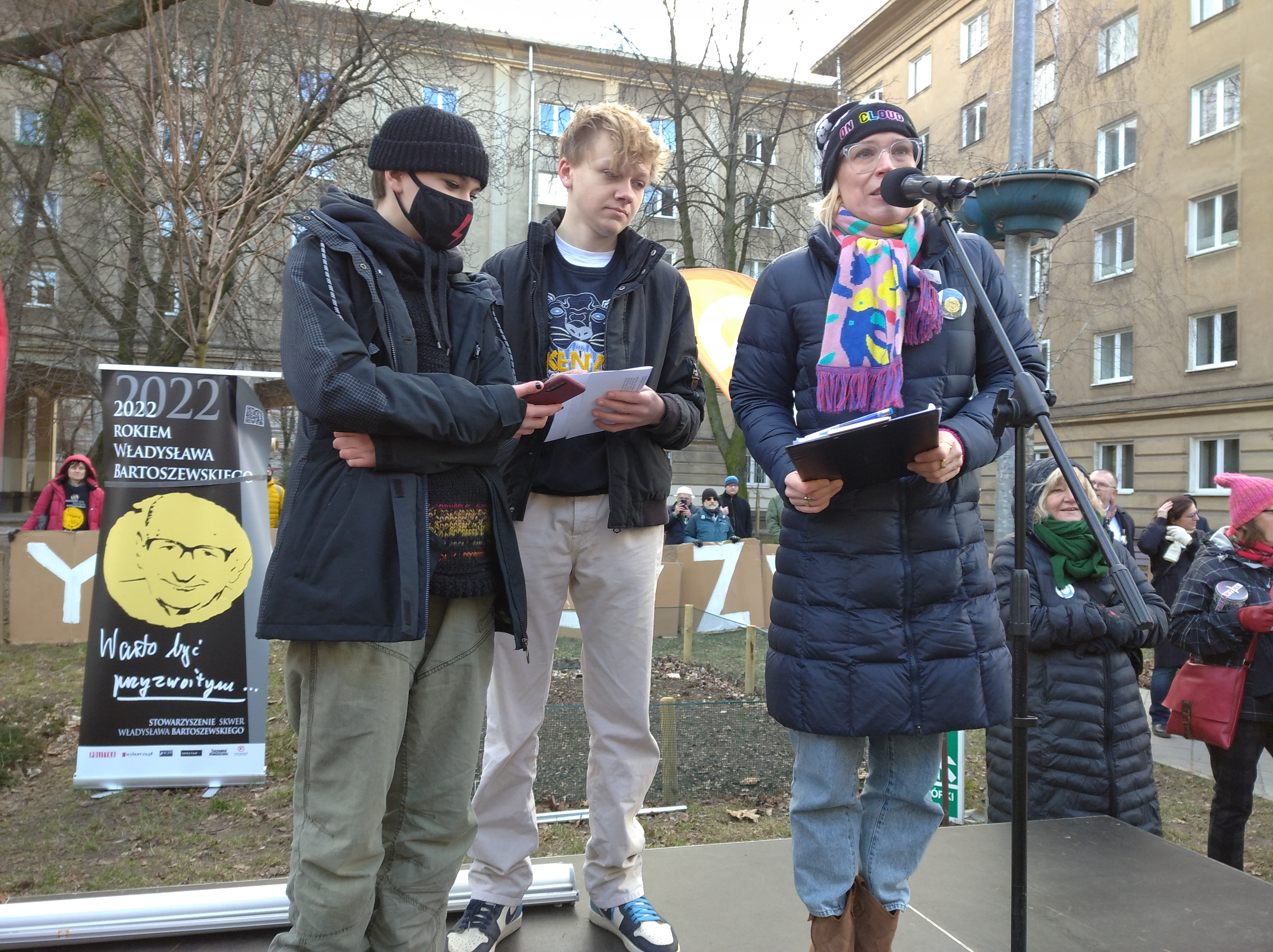
Zaryan na Wiecu Przyzwoitości (2022)

W 2002 zadebiutowała albumem pt. My Lullaby, na który nagrała covery standardów jazzowych. Płytą zwróciła na siebie uwagę środowiska muzycznego. W kolejnych latach występowała w licznych klubach i na festiwalach w Polsce, Wielkiej Brytanii, Stanach Zjednoczonych, Izraelu, Czechach, Szwecji, Francji, Czarnogórze, Bułgarii, Turcji, Portugalii, Rosji i Islandii.
W 2006 wystąpiła w Warszawie na JVC Jazz Festivalu oraz wydała album pt. Picking Up the Pieces, za którego sprzedaż uzyskała certyfikat dwukrotnie platynowej płyty. Na początku 2007 zagrała serię koncertów w Stanach Zjednoczonych, m.inz w Joe’s Pub w Nowym Jorku i Blues Alley w Waszyngtonie. Latem tego samego roku nagrała pierwszy w karierze polskojęzyczny album pt. Umiera piękno zawierający dziewięć utworów, których teksty to wiersze poetów okresu wojennego opowiadające o życiu w Warszawie podczas powstania w 1944. Piosenki z płyty zaśpiewała 4 sierpnia 2007 na transmitowanym w Polskim Radiu i telewizji koncercie w parku Wolności na dziedzińcu Muzeum Powstania Warszawskiego. Po premierze albumu zagrała serię koncertów w Polsce i w Europie. W 2008 za tę płytę otrzymała Fryderyka w kategorii album roku - piosenka poetycka.
W 2008 wydała album koncertowy CD/DVD pt. Live at Palladium z zapisem koncertu w warszawskim klubie Palladium. Wydawnictwo uzyskało status potrójnie platynowej płyty.

## Inne informacje
Została członkiem honorowego komitetu poparcia Bronisława Komorowskiego przed przyspieszonymi wyborami prezydenckimi 2010 oraz przed wyborami prezydenckimi w Polsce w 2015 roku.
23 marca 2025 współprowadziła ceremonię wręczenia Fryderyków 2025 w muzyce jazzowej.

## Nagrody i wyróżnienia
| Rok  | Kategoria                      | Tytułem                  | Nagroda                                                    | Nota      | Źródło |
| ---- | ------------------------------ | ------------------------ | ---------------------------------------------------------- | --------- | ------ |
| 2007 | n/d                            | Aga Zaryan               | Nagroda Muzyczna Programu Trzeciego – „Mateusz”            | Laur      | [ 9 ]  |
| 2008 | Album roku piosenka poetycka   | Umiera piękno            | Fryderyki 2008                                             | Laur      | [ 10 ] |
| 2008 | Wokalistka roku                | Aga Zaryan               | Fryderyki 2008                                             | Nominacja | [ 10 ] |
| 2009 | Jazzowy album roku             | Live at Palladium        | Fryderyki 2009                                             | Nominacja | [ 11 ] |
| 2011 | Muzyka                         | Aga Zaryan               | Doroczna Nagroda Ministra Kultury i Dziedzictwa Narodowego | Laur      | [ 12 ] |
| 2011 | Jazzowy album roku             | Looking Walking Being    | Fryderyki 2011                                             | Nominacja | [ 13 ] |
| 2011 | Jazz                           | Looking Walking Being    | Bestsellery Empiku                                         | Laur      | [ 14 ] |
| 2012 | Album roku piosenka poetycka   | Księga olśnień           | Fryderyki 2012                                             | Laur      | [ 15 ] |
| 2014 | Muzyka jazzowa - album roku    | Remembering Nina & Abbey | Fryderyki 2014                                             | Nominacja | [ 16 ] |
| 2014 | Muzyka jazzowa - artystka roku | Aga Zaryan               | Fryderyki 2014                                             | Nominacja | [ 16 ] |

## Dyskografia

### Albumy
| Rok  | Tytuł                                                                                 | Pozycja na liście | Certyfikat ZPAV      |
| Rok  | Tytuł                                                                                 | POL               | Certyfikat ZPAV      |
| ---- | ------------------------------------------------------------------------------------- | ----------------- | -------------------- |
| 2002 | My Lullaby - Data: 2002 - Wydawca: NotTwo Records                                     | 24                | - złota płyta        |
| 2006 | Picking Up the Pieces - Data: 25 lutego 2006 - Wydawca: Cosmopolis                    | 1                 | - 2× platynowa płyta |
| 2007 | Umiera piękno - Data: 17 lipca 2007 - Wydawca: Cosmopolis                             | 9                 | - złota płyta        |
| 2010 | Looking Walking Being - Data: 16 marca 2010 - Wydawca: Blue Note Records              | 4                 | - 2× platynowa płyta |
| 2011 | A Book of Luminous Things - Data: 14 czerwca 2011 - Wydawca: EMI, Blue Note Records   | 8                 | - platynowa płyta    |
| 2011 | Księga olśnień - Data: 4 października 2011 - Wydawca: EMI, Blue Note Records          | 24                | - złota płyta        |
| 2013 | Remembering Nina & Abbey - Data: 12 listopada 2013 - Wydawca: Parlophone Music Poland | 7                 | - platynowa płyta    |
| 2018 | What Xmas Means to Me - Data: 9 listopada 2018 - Wydawca: Warner Music                | −                 |                      |
| 2018 | High & Low - Data: 16 listopada 2018 - Wydawca: Warner Music                          | 44                |                      |
| 2022 | Sara - Data: 21 października 2022 - Wydawca: Warner Music                             | 48                |                      |

### Albumy koncertowe
| Rok  | Tytuł                                                                      | Pozycja na liście | Certyfikat ZPAV       |
| Rok  | Tytuł                                                                      | POL               | Certyfikat ZPAV       |
| ---- | -------------------------------------------------------------------------- | ----------------- | --------------------- |
| 2008 | Live at Palladium - Data: 10 listopada 2008 - Wydawca: Warner Music Poland | 26                | - 4 x platynowa płyta |

### Notowane utwory
| Rok  | Tytuł                                   | Pozycja na liście | Album                     |
| Rok  | Tytuł                                   | LP3               | Album                     |
| ---- | --------------------------------------- | ----------------- | ------------------------- |
| 2006 | „Throw It Away”                         | 41                | Picking Up the Pieces     |
| 2010 | „For The New Year”                      | 40                | Looking Walking Being     |
| 2011 | „This Only”                             | 41                | A Book of Luminous Things |
| 2011 | „To jedno” (duet z Grzegorzem Turnauem) | 29                | Księga olśnień            |
| 2013 | „My Baby Just Cares for Me”             | 36                | Remembering Nina & Abbey  |
| 2013 | „Don't Let Me Be Misunderstood”         | 41                | Remembering Nina & Abbey  |